# Андерс, Хельга
Хе́льга А́ндерс (нем. Helga Anders), урождённая — Шерц (англ. Schertz; 11 января 1948, Инсбрук, Тироль, Австрия — 30 марта 1986, Хар, Бавария, Германия) — австрийская актриса.

## Биография
Хельга Шерц (настоящая фамилия Андерс) родилась 11 января 1948 года в Инсбруке (земля Тироль, Австрия) в семье австрийца и немки. Родители Хельги развелись, когда она была ребёнком, и она выросла в Рупольдинге (земля Бавария, Германия) и Билефельде (земля Северный Рейн — Вестфалия, Германия).
Хельга начала свою карьеру в качестве театральной актрисы в 1956 году. В 1962—1986 годах Андерс также сыграла в 65-ти фильмах и телесериалах. В 1967 году она стала лауреатом премии «Deutscher Filmpreis» в номинации «Лучшее исполнение молодой актрисой» за роль Анджелы в фильме «Девушки, девушки».
В 1968—1974 года Хельга была замужем за актёром Робертом Фрицем (род.1936). В этом браке Андерс родила своего единственного ребёнка — дочь Татьяну Лесли Фриц.
38-летняя Хельга скончалась 30 марта 1986 года в Харе (земля Бавария, Германия) от сердечной недостаточности, вызванной годами алкоголизма и наркомании.